# Iowa County, Wisconsin
Iowa County är ett administrativt område i delstaten Wisconsin, USA. År 2010 hade countyt 23 687 invånare. Den administrativa huvudorten (county seat) är Dodgeville. 

## Geografi
Enligt United States Census Bureau så har countyt en total area på 1 989 km². 1 975 km² av den arean är land och 14 km² är vatten. 

### Angränsande countyn
- Richland County - nordväst
- Sauk County - nordost
- Dane County - öst
- Green County - sydost
- Lafayette County - syd
- Grant County - väst